# Westknollendam
West-Knollendam, également Westknollendam, est un village situé dans la commune néerlandaise de Zaanstad, dans la province de la Hollande-Septentrionale. En 2008, le village comptait 580 habitants.